# Castro de San Cibrao de Las
O Castro de San Cibrao de Las, também conhecido como "A Ciudá", Lambrica, Lansbrica, Lanobrica é um dos povoados castrejos em processo de escavação de maior tamanho entre os localizados no território da atual Galiza. Do resultado dos estudos arqueológicos pode-se definir um período de ocupação continuada desde o século II a.C. até o século II d.C., e com possíveis ocupações esporádicas mais tardias
O nome de A Cidade é o tradicional entre as gentes das cercanias. Os nomes de Lambrica, Lanobriga e Lansbrica procedem de diversas leituras que foram feitas sobre uma ara romana dedicada ao deus Bandua, existente em uma casa particular na vizinha paróquia de Eiras.
Pelo seu tamanho pode ser comparado com o de Santa Trega e com as Citânias do norte de Portugal, povoamentos castrejos que se caracterizam pelo seu avançado estado de romanização e pelas suas grandes dimensões. Entre os expoentes mais significativos podem-se citar a Citânia de Briteiros, Castro de Mozinho e o de Sanfins.

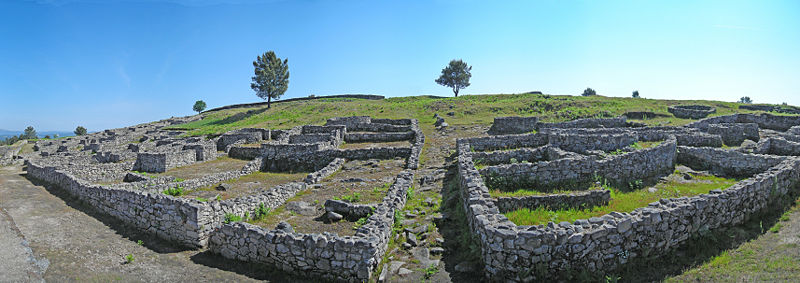
Construções do setor oeste

## Situação

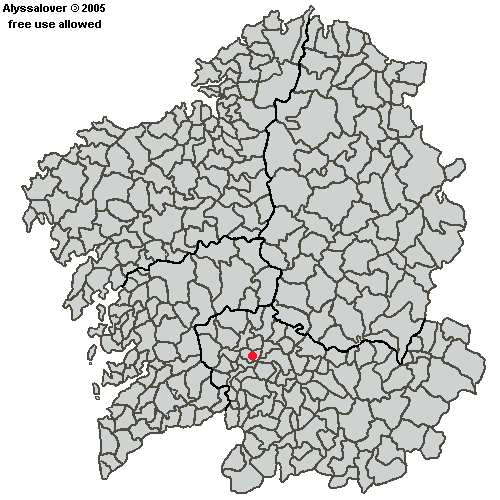
Localização do Castro de San Cibrao de Las

Situada no trecho meio do rio Minho, dista 18 quilômetros da cidade de Ourense ocupando terrenos pertencentes aos concelhos de Punxín e de San Amaro, nas freguesias de San Xoán de Ourantes e San Cibrao de Las respectivamente, no extremo das planícies de Las e Eiras.
Situa-se sobre uma pequena elevação, a 473 metros sobre o nível do mar, rente ao dominante Monte de San Trocado, de 550 metros de altitude, no que também se encontraram restos de um castro de um período inicial da cultura castreja. O San Trocado impede o contato visual direto do rio Minho desde o castro. Este contato visual sim que o mantém com os castros de Santa Ádeda, o de Trelle ou o Castro de Coto do Castro (no Chan da Ferradura). O castro localiza-se em um ponto de difícil defesa, em um pequena colina com pronunciadas inclinações pelo leste, um pouco menos pelo norte e suaves pelo oeste e o sul.

## Escavações arqueológicas
O estudo deste castro começou com uma primeira visita ao sítio por parte de Florentino López Cuevillas e Vicente Risco no ano 1921. A impressão extraída do observado nesta visita levou-os a solicitar as correspondentes licenças para realizar uma escavação oficial. Estas licenças foram outorgadas ao ano seguinte.

### Primeiras escavações (1922 - 1925)
Deste jeito, no ano 1922, López Cuevillas dirigiu a realização de umas primeiras catas na croa que deram como resultado a descoberta dos alicerces de uma construção de planta quadrangular. Também demonstraram que a croa estava delimitada por uma muralha simples. Estes trabalhos tiveram continuidade até o ano 1925 e centraram-se na zona sudeste do segundo recinto ou antecroa. Nessa zona puseram ao descoberto construções de diversas tipologias: de planta elíptica, circular, ovaladas, retangulares e quadradas além da fonte ou algibe. Estas campanhas procuraram angariar uma definição do conjunto do sítio.

### Segundas campanhas (1948 - 1950)
Desde o ano 1948 Xaquín Lorenzo, com a colaboração e orientação de Cuevillas, dirigiu duas campanhas nas que se trabalhou na croa e onde se descobriram construções circulares e retangulares junto com as portas do nascente e o poente da muralha interior. Na antecroa escavaram no setor de poente e exploraram a segunda muralha e o fosso dianteiro e re-escavaram a fonte-algibe.

### Abandono e início da etapa de recuperação e limpeza

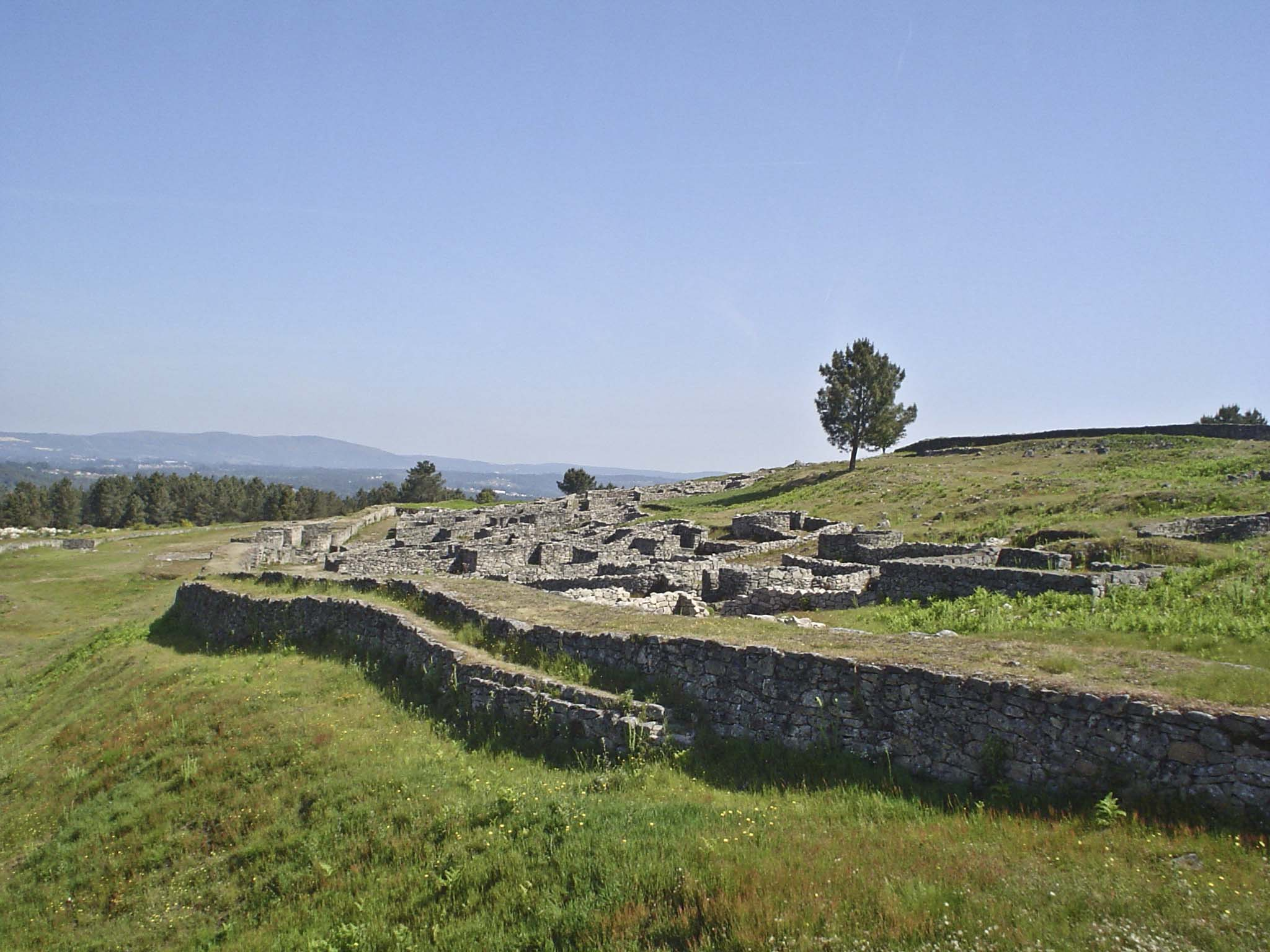
Vista do bairro oeste desde a segunda muralha exterior do lado sul

No ano 1953 os assistentes ao 3º Congreso Nacional de Arqueoloxía visitam o sítio e reconhecem sua importância e monumentalidade. Porém este reconhecimento não impediu que se sucederam anos de abandono e depredações do sítio. Pouco tempo depois, a denúncia e eficaz gestão de Xesús Ferro Couselo paralisou a massiva extração de pedra do sítio, que se estava a levar a cabo para utilizá-la como grava para o acondicionamento das ruas do O Carballiño e arredores.
No ano 1980, quando se estava a construir um campo de futebol rente ao castro, encontrou-se um sítio paleolítico. Desde este momento realizaram-se trabalhos de manutenção e limpeza do conjunto dando começo a uma etapa de lenta recuperação.
Os achados de materiais durante estas escavações encontram-se no Museo Arqueolóxico Provincial de Ourense.

### 1980 até a atualidade
Desde esse ano 1980 foram levadas a cabo labores de consolidação das estruturas já escavadas anteriormente e novas campanhas de escavação na zona leste da antecroa até esse momento muito pouco estudada, e nas que destaparam grande quantidade de estruturas habitacionais. Ao mesmo tempo seguem a ampliar as construções escavadas na zona oeste da mesma antecroa.
Para o ano 2009 tem-se previsto o remate das obras do Centro de Interpretação da Cultura Castreja de San Cibrao de Las, que contará com uma grande exposição estável e outra sala mais para albergar exposições temporárias.

## Descrição

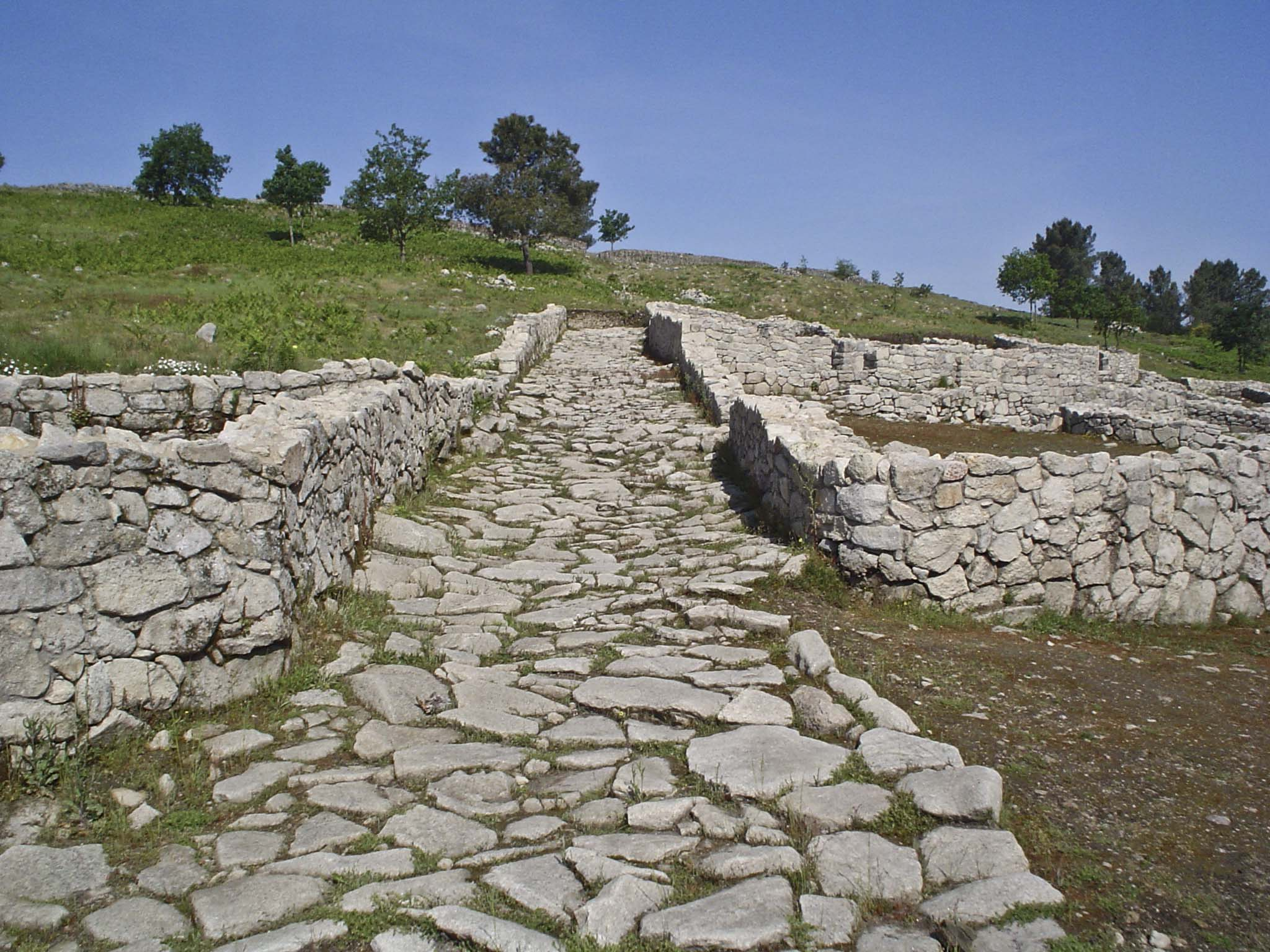
Rua transversal principal enlousada de subida à porta leste da croa do castro

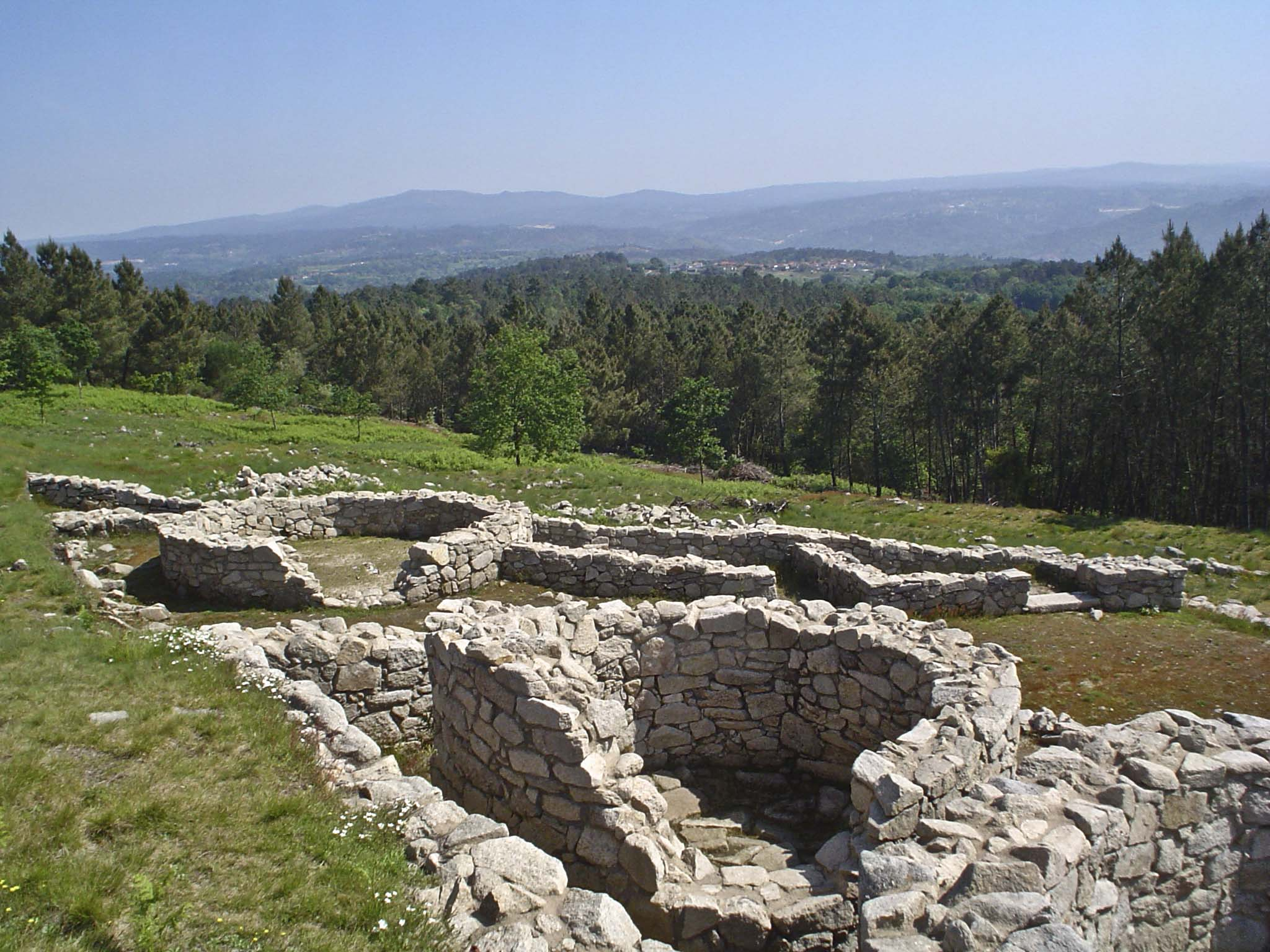
Construções circulares escavadas no bairro leste para o lado norte

Atendendo à sua tipologia pode-se dizer que se trata de um sítio correspondente à etapa final da cultura castreja, na que o processo de romanização configurou uma sociedade com uma cultura definida, a conhecida também como cultura galaico-romana, na que o sistema social preexistente está em um processo de câmbio e adaptação ao sistema romano, de jeito que ambas as culturas se misturam.
Pela contra, o próximo Castro de San Trocado, situado no Monte de San Trocado trouxe uma série de achado, que fazem desbotar a possibilidade de uma ocupação coetânea com o de Las, que lhe dão uma cronologia em torno aos séculos VI e V a.C., correspondendo ao período inicial ou de formação da cultura castreja.
Seu possível nome original apareceu em uma das três inscrições encontradas até o de agora: Uma na porta do poente do recinto central, fragmentada; outra, breve e sobre uma rocha, na croa, com uma dedicatória a Iuppiter; e a terceira, uma ara dedicada a Bandua Lambricai, que com documentos medievais nos faz conhecer o nome do povoado.
A cidade situa-se em um ponto de difícil defesa natural pelo que precisou de fortes e extensos dispositivos de defesa. Desde o lugar tem-se uma ampla vista dos vales que a envolvem e mantém contato visual com os castros de Santa Ádega e o de Trelle. assim como a Serra de San Mamede, o monte Faro, Pena Corneira ou os altos do Vieiro, pelo que o domínio sobre o território estava garantido, junto com a cercania a terras fáceis de cultivar e à exploração mineira de Laias, onde a angariação de ouro teve grande importância.

### Dimensões
Trata-se de um castro de grandes dimensões, à imagem dos castros do sul da Galiza e norte de Portugal, como o Castro de Santa Trega ou as citânias de Sanfins, Mozinho, Âncora ou Briteiros. O paralelismo com estes povoados também se estende à traça quase ortogonal do seu ordenamento urbano, sistema considerado produto evolutivo produzido pelo influxo do processo romanizador.
Estrutura-se em dois recintos murados de forma elíptica quase concêntricos, com um ligeiro alongamento no eixo nordeste - sudoeste, com umas dimensões de 294 metros do eixo Leste-Oeste e de 420 metros do eixo maior. Deste jeito a superfície intra-muralhas é de 95.900 m² distribuídos em 8.750 m² da croa e 87.150 m² da antecroa.

### Sistemas defensivos

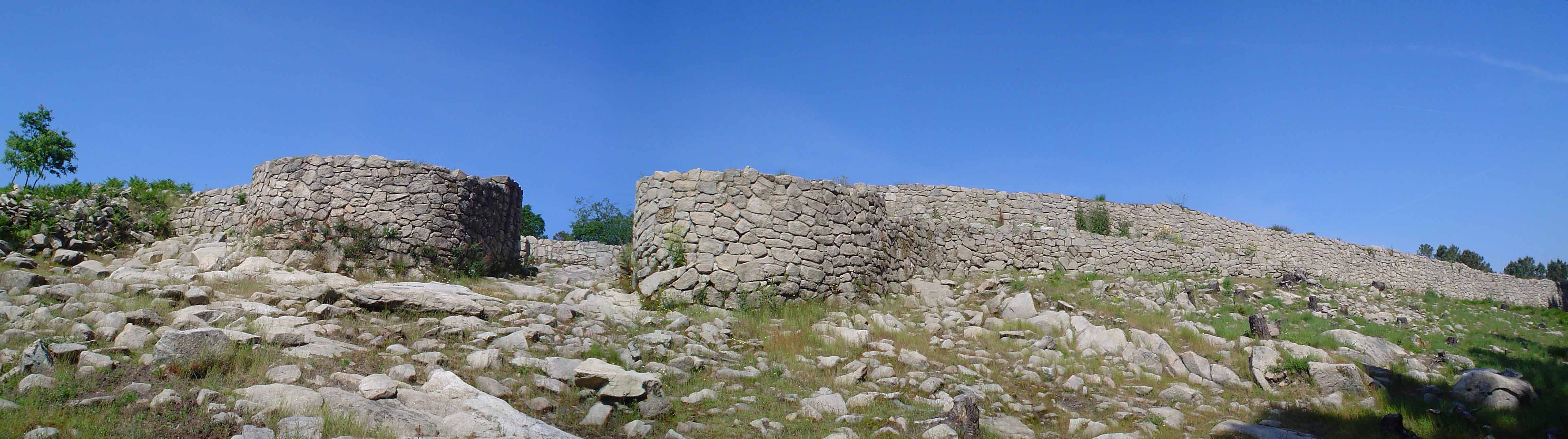
Porta principal leste da antecroa e torreões circulares

Dois são os recintos murados, o exterior reforçado com uma terceira muralha com o seu fosso e um parapeito (no lado oeste) salvo no lado leste mais pronunciado:
Muralha interior: a croa está delimitada por uma muralha formada por alvenaria e bolos graníticos do lugar e tem uma espessura meio de 3 metros. Na sua parte superior poderia haver tido um passeio de ronda lousado ao que se acederia por meio de passos situados lateralmente no interior da muralha e por escadas de diversa tipologias, de um ou dois derrames, embebidas no muro. A diversidade de escadas de acesso às muralhas constata-se em tudo o sistema defensivo.
Esta muralha abre-se em portas defendidas por cubos no eixo oeste - leste. Nos cubos da porta leste, que foi escavada no ano 1982, há dois corpos de guarda abertos e retangulares e com rebanco corrido dentro de dois torreões. Esta porta conta com um passo enlousado a modo de escalão.

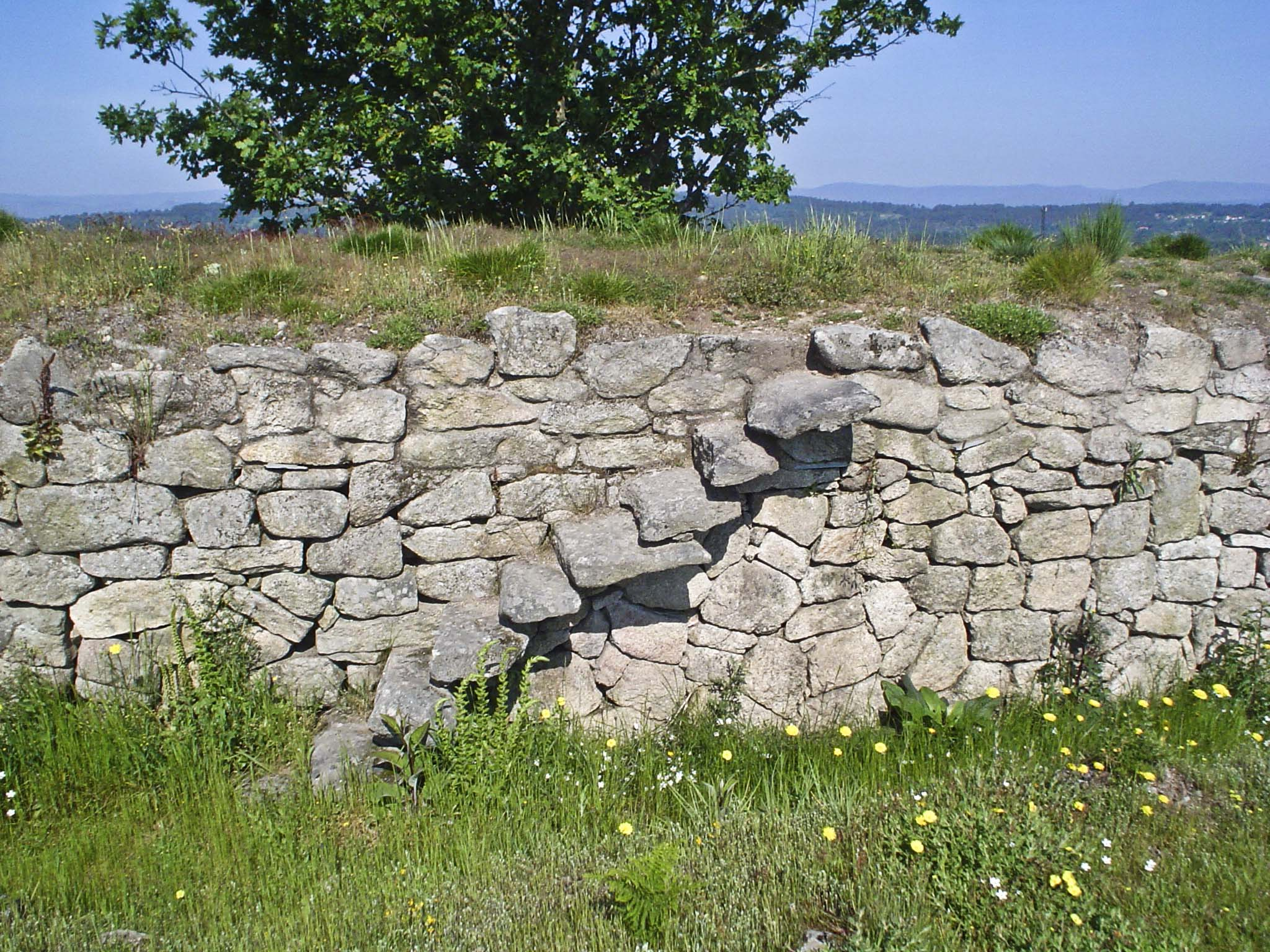
Escada voada de acesso à muralha da croa. Na muralha pode observar-se o sistema de colocação poligonal dos cachotes (e mesmo em forma de espinha de peixe) característico dos castrejos e as testemunhas da reconstrução

Na porta oeste só há um corpo de guarda menos desenvolto, no que se encontrou um fragmento de inscrição de difícil interpretação (…MI / …VLE/). Flanqueada por dois cubos, o da direita semicircular e encostado sobre a muralha e alongado o da esquerda, quando foi escavada no ano 1948 alcançava uma altura de 3 metros e meio. Os penedos com rebaixes são o pavimento de entrada.
Muralhas exteriores: o segundo recinto ou antecroa delimita-se quase na sua totalidade (salvo no sudeste e no nascente) por duas muralhas com os seus respectivos fossos escavados no saibro e na penedia granítica, e reforçadas Em algumas zonas com um parapeito exterior. Estas muralhas abre-se em 3 portas, no oeste, no leste e o no sul, todas elas com torreões de flanqueio, algum deles com corpos de guarda.
Na zona da porta oeste exterior o escasso declínio do terreno não facilitava a defesa o que os obrigou a uma acumulação de linhas defensivas. A muralha alcança neste ponto os seis metros de espessura, e tem uma grossura média de 3 metros. A muralha não se assenta diretamente sobre o saibro ou a rocha base senão que o faz sobre uma camada que não ultrapassa os 15 cm de paleo-solo, camada que favorecia a evacuação de águas evitando que enfraquecessem os alicerces da muralha. Está construída por dois paramentos de aparelho granítico poligonal que rematam uma estrutura interna de alvenaria e terra.
A porte exterior leste é de similares características à observada nas anteriores portas.

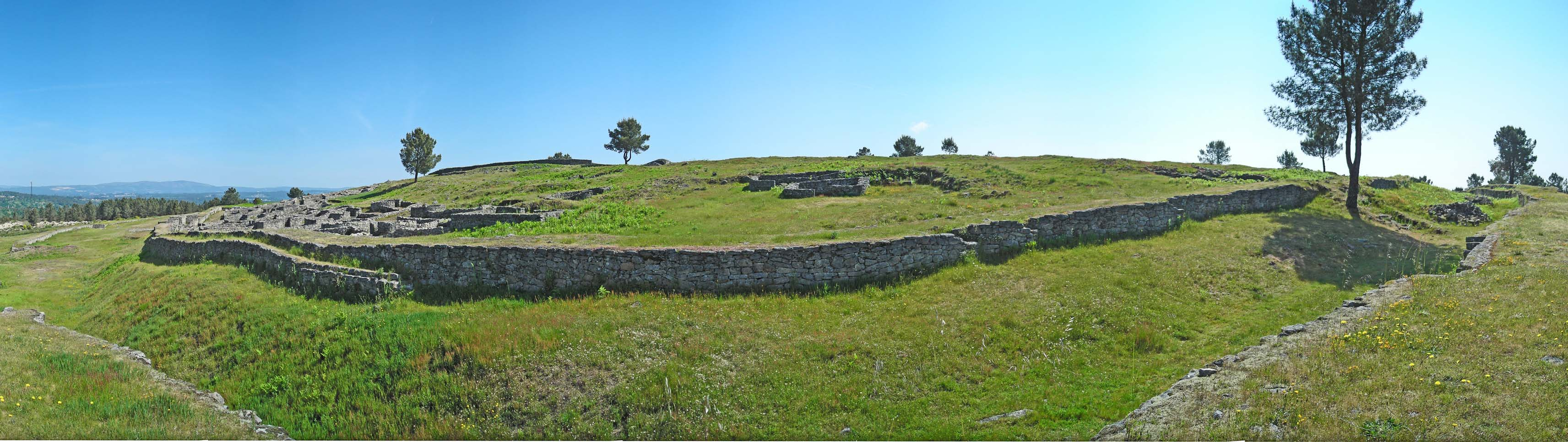
Muralhas exteriores sul e fosso que leva para a porta sul

A porta exterior sul assenta-se na rocha e conserva testemunhas das rodadas dos carros e as amosegas do ensamblagem da porta. Flanqueiam-na dois torreões adiantados nos que não se apreciam corpos de guarda. Esta porta abre-se para a um amplo fosso situado entre esta e a segunda muralha exterior. Na atualidade um caminho de carro entra por este trecho estando completamente arrasadas as duas muralhas e não sendo perceptível visualmente nenhum resto de construção da porta testemunhada pelos arqueólogos, sendo visível a rocha mãe.
A terceira linha de muralha arranca desde quase a porta oeste exterior e chega 60 metros mais lá da porta sul fechando-se sobre a segunda muralha.
Pelas feituras e características das muralhas do sul acredita-se que a porta sul deveu ser a mais antiga do povoado, configurando um acesso facilmente defendível, já que obrigava a entrar ao povoado pelo fosso entre as duas muralhas, fosso que remata não na porta senão mais adiante como possível sistema de engano.

### A croa
Na croa começaram-se trabalhos de escavação sistemática no ano 1922 por parte de Cuevilhas. Nestes trabalhos descobriu-se, próxima à porta, uma construção de planta quase quadrada feita com alvenaria e pavimentado interior também de alvenaria. Rente à muralha, à direita da porta, pode-se ver uma inscrição sobre o penedo com o texto IOVI (dedicado a Júpiter).
Tempo mais tarde, Xaquín Lorenzo destapou várias construções com plantas de diversas tipologias, mas, em contraste com a ordenação da anteocra, todas elas isoladas entre sim.
É de destacar que nas portas de entrada, o acesso à croa era por meio de escadas, o que impediria a possibilidade de que os carros acedessem a ela.

### A antecroa

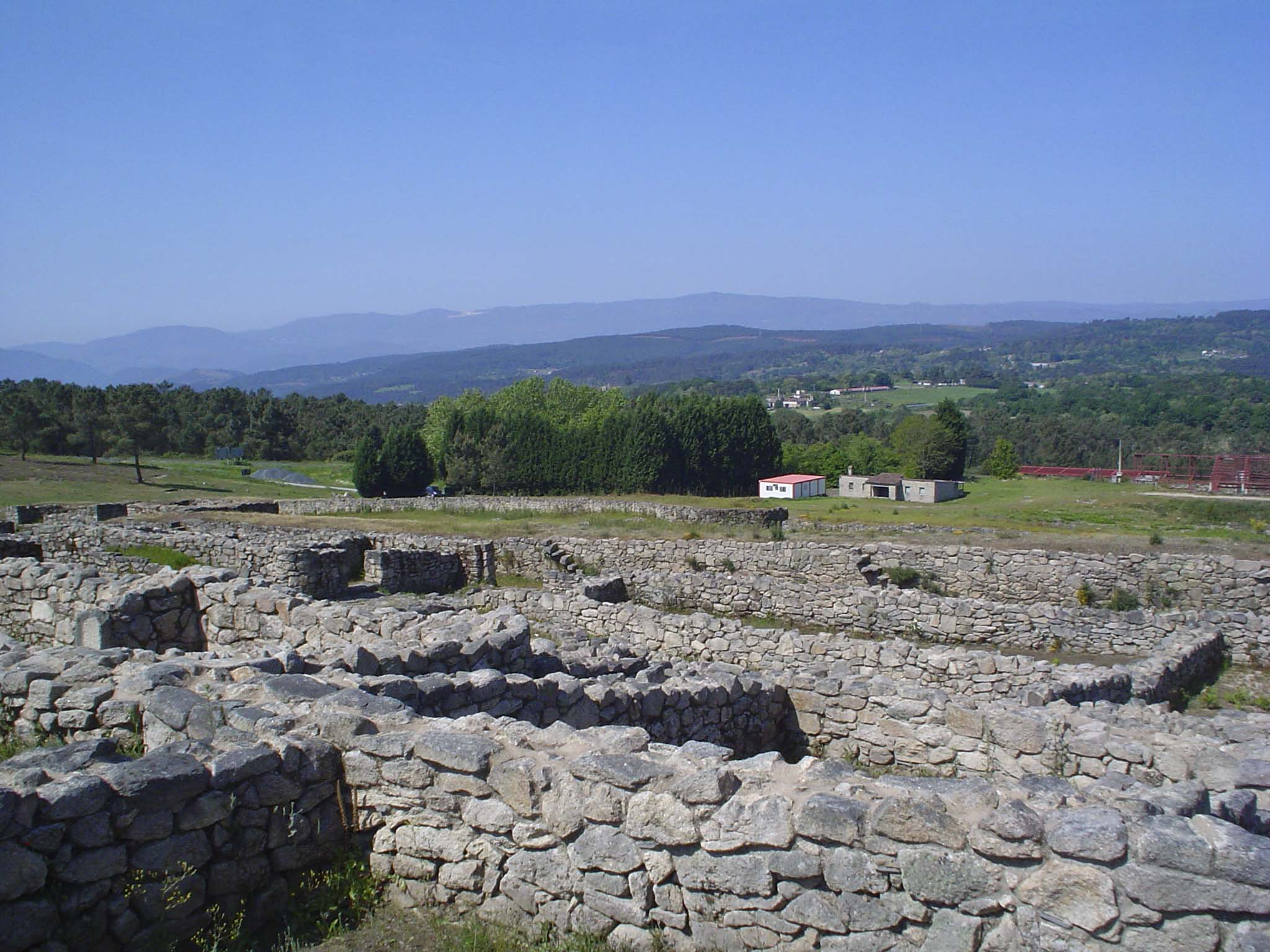
Construções na zona oeste da antecroa

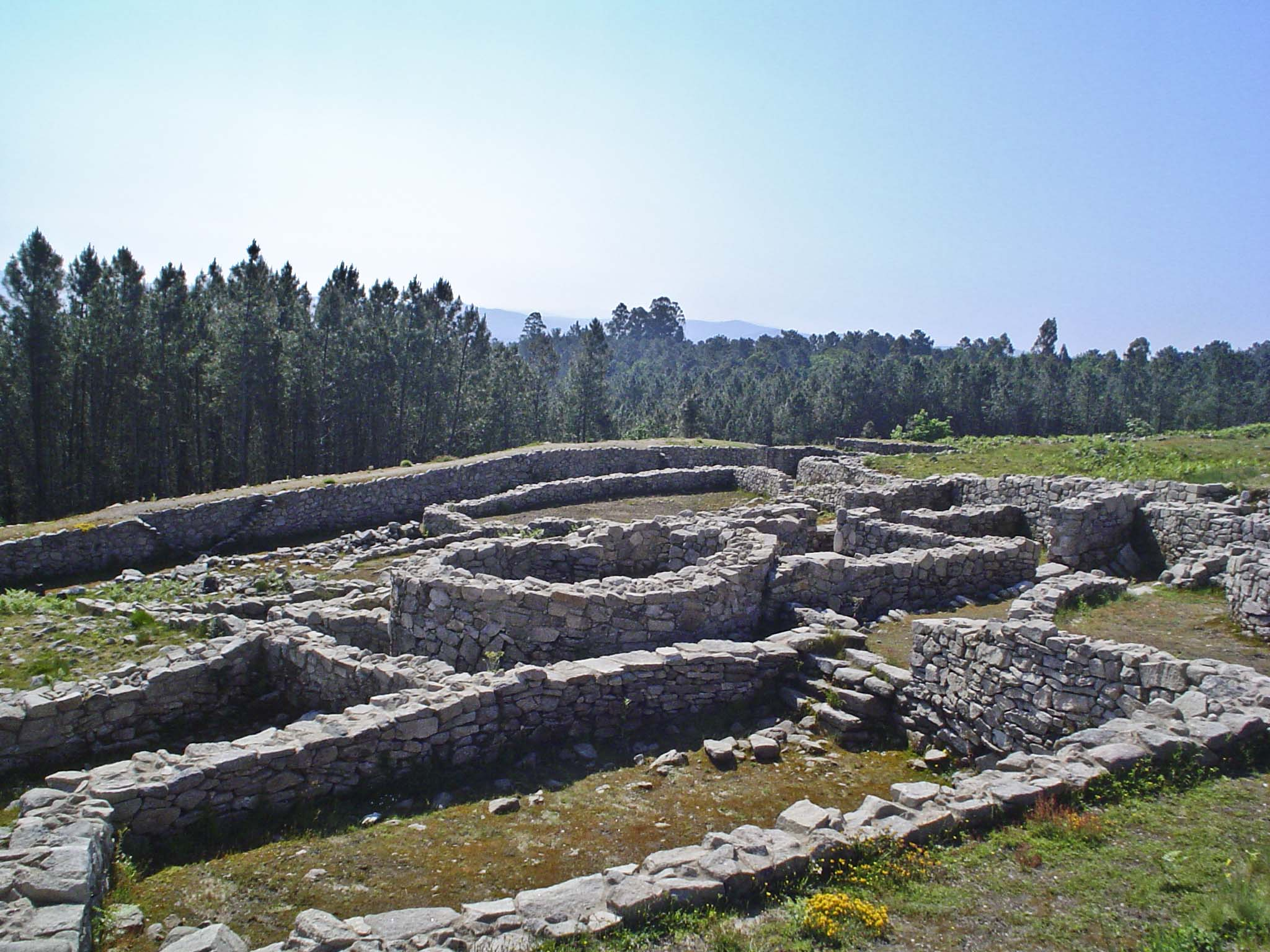
Estruturas de uma casa pátio com a construção ovalada como eixo central, na zona leste da antecroa

Tanto no setor leste (em processo de escavação) como no oeste aprecia-se uma organização espacial na distribuição das construções, formada por ruas perimetrais, algumas lousadas, e que seguem à muralha pela sua parte interior, e transversais ou radiais, distribuindo as edificações em alinhamentos ortogonais adaptados ao terreno.
Na zona oeste predominam as construções de planta retangular ou angular frente as minoritárias circulares. Às beiras das ruas dispõem-se as construções, articuladas em bastantes ocasiões em torno a um espaço, um pátio ao que se abrem as distintas construções, configurando uma estrutura conhecida como "casas pátio". Porém outras muitas construções aparecem isoladas.
Nesta zona a situação do algibe obrigou a re-trancar a área de residência na intersecção das ruas transversais e a perimetral. Uma vez superado o algibe a rua achega-se à muralha deixando um espaço de passo com um largo regular de 5 metros. Uma rua transversal principal progride para o recinto central desde a porta do oeste.
A zona leste da antecroa está a ser objeto de escavação sistemática por parte de uma equipa do Museo Arqueolóxico Provincial de Ourense, e até o de agora se têm publicado poucos resultados. Estes trabalhos estão a destapar um sistema de construções com uma organização espacial similar à já conhecida do lado oeste.
Perto da porta leste de entrada à croa, sua direita destapou-se uma interessante estrutura de planta quadrada e formada por três escalões, uma espécie de pedestal, que recorda o dos tradicionais cruzeiros, e que talvez devesse servir de base para uma estátua.
Na zona sul desta grande antecroa encontra-se o conjunto conhecido como Bairro Cuevilhas, em homenagem ao seu descobridor. Cuevilhas escavou 3 construções de plantas circular e ovalada enquadradas por uma planta retangular com 26 metros de lado menor e ângulos redondeados.

### A fonte algibe
Situa-se imediata à porta oeste da antecroa e é uma das construções mais singulares das destapadas do sítio. A zona na que se situa foi modificada em torno ao câmbio de Era pelo que seu sistema de aceso não é de fácil interpretação. Apresenta planta retangular com um lado menor absidiado e pensa-se que originariamente deveu estar coberta por uma falsa abóbada. A mina que a surte tem um caudal considerável, porém por si sozinha resultaria insuficiente para abastecer à totalidade da população estimada da Cidade.

### Inscrições

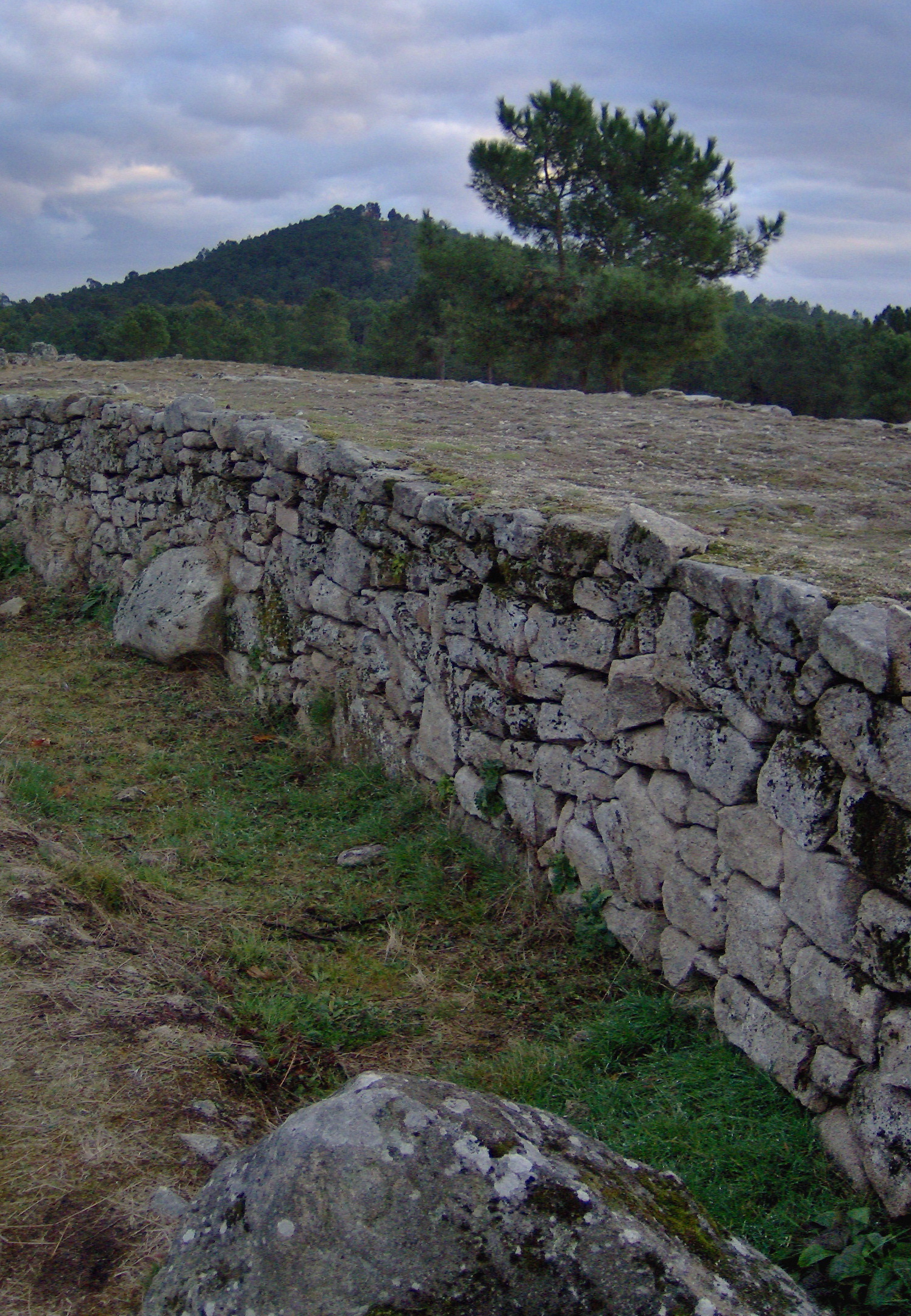
O cume do San Trocado visto desde a cidade de Lambrica. Na parte inferior, o penedo que contém una dedicatória a Júpiter

Encontraram-se três inscrições até o momento:
1. A encontrada na escavação do corpo de guarda da porta do poente da muralha central.
2. Uma breve dedicatória a Ivppiter gravada sobre uma rocha imediata à muralha central na sua parte interior.
3. Uma inscrição votiva em uma ara de "Aemilivs Rebvrrinvs" à divindade "Bandua", que segundo algumas testemunhas apareceu no recinto interior.[5] Porém, não está aclarado o lugar do seu achado, já que leva muitos anos em uma casa particular próxima ao sítio, na vizinha paróquia de Eiras.[11]

Das dificuldades que oferece esta peça para sua leitura surgiram os diversos nomes que se supõem do castro da Cidade: Lambrica, Lanobriga, Lansbriga… Não obstante, tem muita importância porque nos da a conhecer aspetos da relação entre os antigos e suas divindades, já que a ara está redigida em latim e com caracteres romanos, mas refere-se a um deus indígena, o que nos está a falar da sobrevivência de cultos indígenas já dentro de um mundo romano.

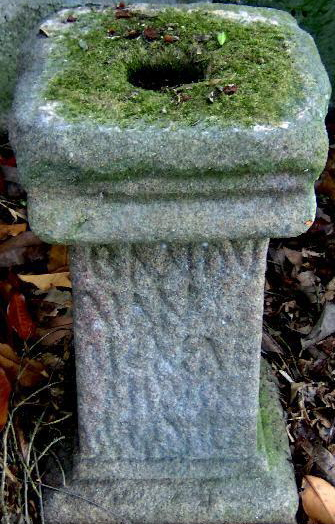
Ara de Eiras, dedicada a Bandua de Lambrica

### Achados

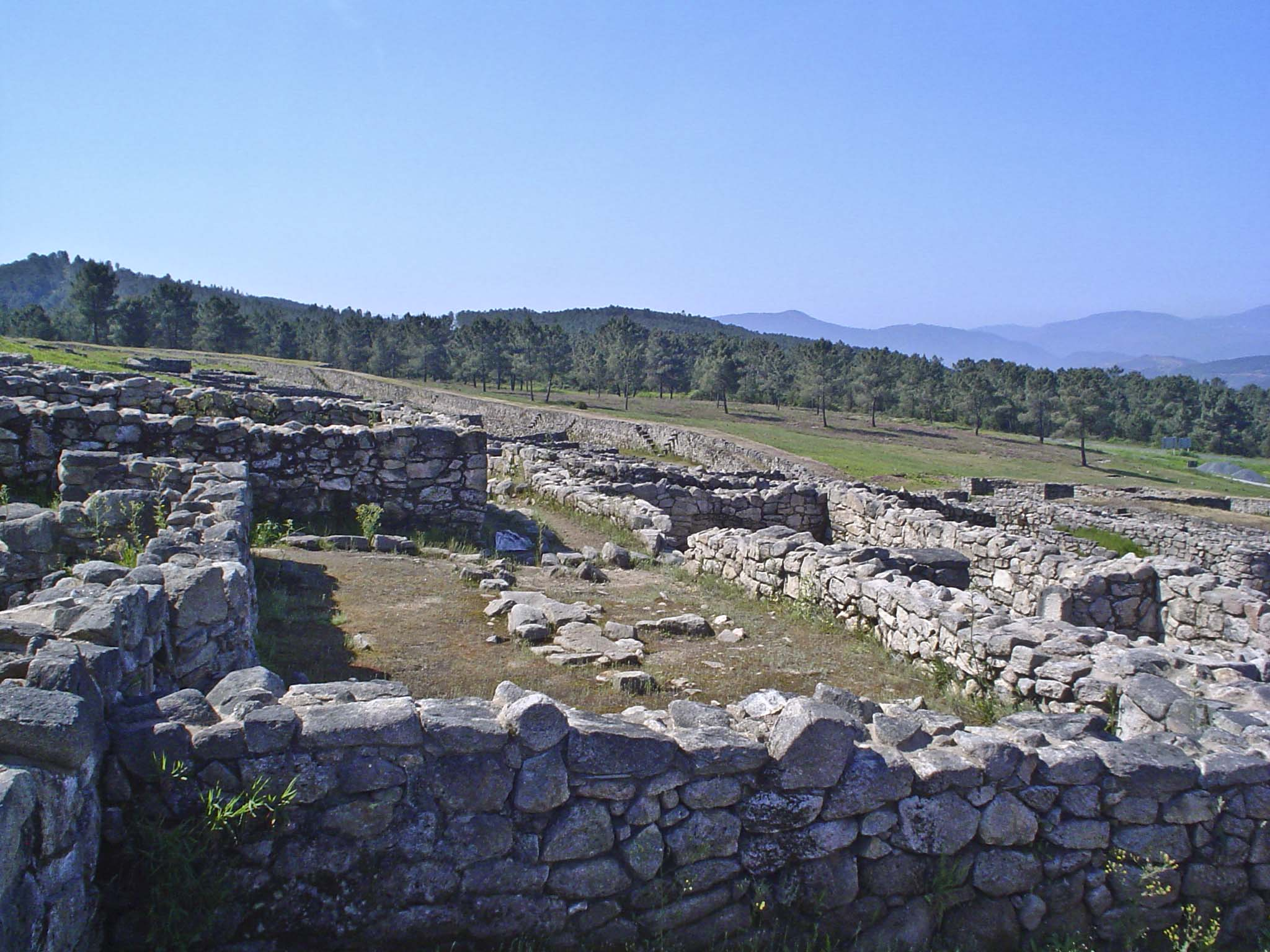
Vista do lado sul do escavado no Barrio oeste

Todos eles encontram-se no Museo Arqueolóxico de Ourense.
- Armamento:

São muito pouco numerosos os achados de armas na Cidade. Entre eles destaca um dos dois punhais de antenas encontrados.
- Ourivesaria:

Têm-se encontrado uma variada relação de objetos de adorno feitos em bronze: alfinetes, prendedores de pêlo, pingentes, fíbulas e fivelas (predominando as de tipo Omega).
- Moedas:

Nas diversas escavações têm-se encontrado moedas de bronze com uma cronologia que vai desde os primeiros anos do século I d.C., procedentes das fábricas de moedas do vale meio do Ebro ou de Mérida, e um abrigo de moedas também de bronze de meados do século IV d.C.

## Economia
Longe da visão dos castrejos como povos beligerantes, os habitantes deste povoado desenvolveram uma grande variedade de atividades econômicas e produtivas, nomeadamente baseadas na caça, gado, agricultura e mineração, sem esquecer a realização de elementos de vestido (atividade têxtil) e adorno (ourivesaria).

### Mineração
A atividade mineira põe a localização do povoado em relação à exploração das jazidas aluviais de Barbantes, Laias ou A Grova, onde se têm constatado trabalhos mineiros desde há muito tempo, e mesmo com as um pouco mais afastadas explorações do Pozo do Lago (exploração a céu aberto localizada em Maside) e outros lugares de exploração da terra do Carballiño e Orcellón.

### Agricultura
As análises polínicas de Saa Otero (1988) e o domínio que exercia o povoado das planícies de Las, Loucia, Eiras, A Torre e Vilar amostram a exploração de terras de fácil cultivo para a produção de cerealia. Junto a este uso também se constatou a existência de amplas zonas de arvoredo, nomeadamente carvalhos cujas bolotas foram aproveitadas pelos habitantes do povoado e com as que fariam uma farinha panificável. No sítio abundam os elementos encontrados vinculados com a prática da moenda, mas não ocorre o mesmo com o número de ferramentas agrárias encontradas assim como as vinculadas a práticas pecuárias.

### Atividade têxtil
Deveu tratar-se de uma atividade de certa importância na vida diária do povoado se temos em conta o abundoso dos achados de elementos relacionados com esta indústria como os pondus (pesas) ou as fusaiolas.

### Cerâmica
Os restos cerâmicos são os elementos mais abundosos dos encontrados no sítio, como por outra parte soe ser comum nos povoados castrejos. Pela sua tipologia e características dividem-se em dois grandes grupos:
- Cerâmica de produção local: com representação de vasilhas grandes tipo panela destinadas ao armazenamento e vasilhas de menor tamanho para seu uso na lareira.
- Cerâmica de procedência forânea: esta cerâmica permite situar a Cidade nos circuitos comerciais do momento. Encontraram-se fragmentos de um heterogêneo grupo de recipientes, desde os de grande tamanho, para o transporte nomeadamente de vinho e garum, até as vasilhas finas de mesa de cerâmicas bracarenses e terra sigillata.